# 菲格雷多總統鎮

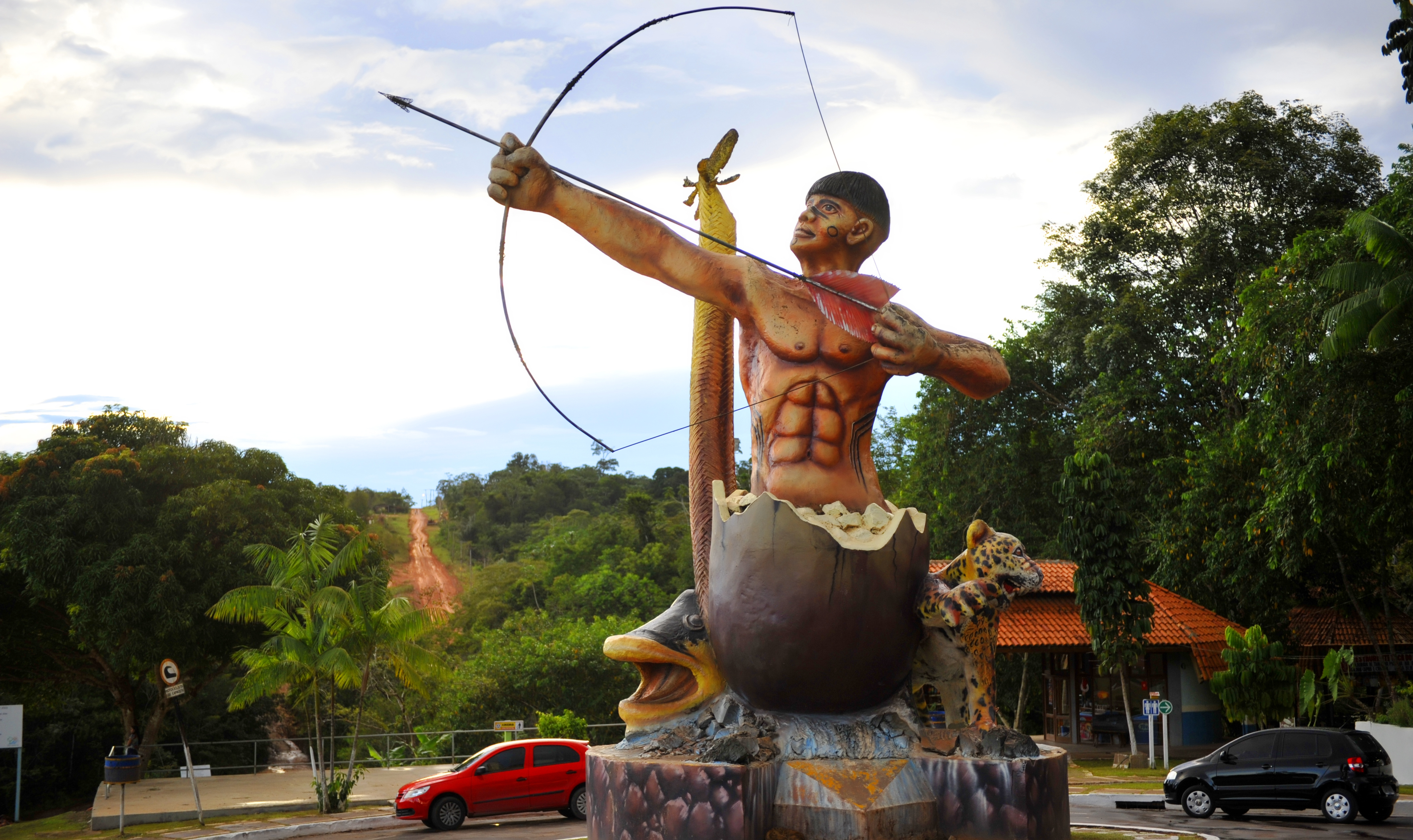
菲格雷多總統鎮

02°01′02″S 60°01′30″W / 2.01722°S 60.02500°W
菲格雷多總統鎮（葡萄牙語：Presidente Figueiredo）是巴西的城鎮，位於該國北部，由亞馬遜州負責管轄，始建於1985年12月10日，面積25,422平方公里，海拔高度122米，2014年人口31,903，人口密度每平方公里1.25人。